# Sveriges Radio- och Hemelektronikleverantörer
Sveriges Radio- och Hemelektronikleverantörer (SRL) är branschorganisation för leverantörer av TV, video, stereo, audio och bilstereoprodukter. Den bildades 1934.